# Llista d'asteroides/130701–130800
| Nom      | Designació provisional | Data de descobriment | Lloc de descobriment | Descobridor/s |
| -------- | ---------------------- | -------------------- | -------------------- | ------------- |
| 130701 - | 2000 SG168             | 23 de setembre, 2000 | Socorro              | LINEAR        |
| 130702 - | 2000 ST169             | 24 de setembre, 2000 | Socorro              | LINEAR        |
| 130703 - | 2000 SH170             | 24 de setembre, 2000 | Socorro              | LINEAR        |
| 130704 - | 2000 SH176             | 28 de setembre, 2000 | Socorro              | LINEAR        |
| 130705 - | 2000 SF178             | 28 de setembre, 2000 | Socorro              | LINEAR        |
| 130706 - | 2000 SP179             | 28 de setembre, 2000 | Socorro              | LINEAR        |
| 130707 - | 2000 ST179             | 28 de setembre, 2000 | Socorro              | LINEAR        |
| 130708 - | 2000 SE186             | 21 de setembre, 2000 | Kitt Peak            | Spacewatch    |
| 130709 - | 2000 SR186             | 21 de setembre, 2000 | Haleakala            | NEAT          |
| 130710 - | 2000 SN187             | 21 de setembre, 2000 | Haleakala            | NEAT          |
| 130711 - | 2000 SR191             | 24 de setembre, 2000 | Kitt Peak            | Spacewatch    |
| 130712 - | 2000 SP193             | 24 de setembre, 2000 | Socorro              | LINEAR        |
| 130713 - | 2000 SQ195             | 24 de setembre, 2000 | Socorro              | LINEAR        |
| 130714 - | 2000 SR198             | 24 de setembre, 2000 | Socorro              | LINEAR        |
| 130715 - | 2000 SV203             | 24 de setembre, 2000 | Socorro              | LINEAR        |
| 130716 - | 2000 SL206             | 24 de setembre, 2000 | Socorro              | LINEAR        |
| 130717 - | 2000 SN207             | 24 de setembre, 2000 | Socorro              | LINEAR        |
| 130718 - | 2000 SM209             | 25 de setembre, 2000 | Socorro              | LINEAR        |
| 130719 - | 2000 SZ210             | 25 de setembre, 2000 | Socorro              | LINEAR        |
| 130720 - | 2000 SQ212             | 25 de setembre, 2000 | Socorro              | LINEAR        |
| 130721 - | 2000 SB213             | 25 de setembre, 2000 | Socorro              | LINEAR        |
| 130722 - | 2000 SS214             | 26 de setembre, 2000 | Socorro              | LINEAR        |
| 130723 - | 2000 SO216             | 26 de setembre, 2000 | Socorro              | LINEAR        |
| 130724 - | 2000 SH218             | 26 de setembre, 2000 | Socorro              | LINEAR        |
| 130725 - | 2000 SJ218             | 26 de setembre, 2000 | Socorro              | LINEAR        |
| 130726 - | 2000 SE223             | 27 de setembre, 2000 | Socorro              | LINEAR        |
| 130727 - | 2000 SM223             | 27 de setembre, 2000 | Socorro              | LINEAR        |
| 130728 - | 2000 SJ224             | 27 de setembre, 2000 | Socorro              | LINEAR        |
| 130729 - | 2000 SK227             | 27 de setembre, 2000 | Socorro              | LINEAR        |
| 130730 - | 2000 SO227             | 27 de setembre, 2000 | Socorro              | LINEAR        |
| 130731 - | 2000 SF230             | 28 de setembre, 2000 | Socorro              | LINEAR        |
| 130732 - | 2000 SQ230             | 28 de setembre, 2000 | Socorro              | LINEAR        |
| 130733 - | 2000 SU231             | 24 de setembre, 2000 | Socorro              | LINEAR        |
| 130734 - | 2000 SW233             | 21 de setembre, 2000 | Socorro              | LINEAR        |
| 130735 - | 2000 SC236             | 24 de setembre, 2000 | Socorro              | LINEAR        |
| 130736 - | 2000 ST241             | 24 de setembre, 2000 | Socorro              | LINEAR        |
| 130737 - | 2000 SU241             | 24 de setembre, 2000 | Socorro              | LINEAR        |
| 130738 - | 2000 SJ246             | 24 de setembre, 2000 | Socorro              | LINEAR        |
| 130739 - | 2000 SK247             | 24 de setembre, 2000 | Socorro              | LINEAR        |
| 130740 - | 2000 SH251             | 24 de setembre, 2000 | Socorro              | LINEAR        |
| 130741 - | 2000 SZ253             | 24 de setembre, 2000 | Socorro              | LINEAR        |
| 130742 - | 2000 SA256             | 24 de setembre, 2000 | Socorro              | LINEAR        |
| 130743 - | 2000 SQ256             | 24 de setembre, 2000 | Socorro              | LINEAR        |
| 130744 - | 2000 SH259             | 24 de setembre, 2000 | Socorro              | LINEAR        |
| 130745 - | 2000 ST259             | 24 de setembre, 2000 | Socorro              | LINEAR        |
| 130746 - | 2000 SF260             | 24 de setembre, 2000 | Socorro              | LINEAR        |
| 130747 - | 2000 SV260             | 24 de setembre, 2000 | Socorro              | LINEAR        |
| 130748 - | 2000 ST264             | 26 de setembre, 2000 | Socorro              | LINEAR        |
| 130749 - | 2000 SP265             | 26 de setembre, 2000 | Socorro              | LINEAR        |
| 130750 - | 2000 SV267             | 27 de setembre, 2000 | Socorro              | LINEAR        |
| 130751 - | 2000 SH274             | 28 de setembre, 2000 | Socorro              | LINEAR        |
| 130752 - | 2000 SP274             | 28 de setembre, 2000 | Socorro              | LINEAR        |
| 130753 - | 2000 SA275             | 28 de setembre, 2000 | Socorro              | LINEAR        |
| 130754 - | 2000 SV275             | 28 de setembre, 2000 | Socorro              | LINEAR        |
| 130755 - | 2000 SX275             | 28 de setembre, 2000 | Socorro              | LINEAR        |
| 130756 - | 2000 SB276             | 28 de setembre, 2000 | Socorro              | LINEAR        |
| 130757 - | 2000 SL277             | 30 de setembre, 2000 | Socorro              | LINEAR        |
| 130758 - | 2000 SM277             | 30 de setembre, 2000 | Socorro              | LINEAR        |
| 130759 - | 2000 SX278             | 30 de setembre, 2000 | Socorro              | LINEAR        |
| 130760 - | 2000 SD279             | 30 de setembre, 2000 | Socorro              | LINEAR        |
| 130761 - | 2000 SW281             | 23 de setembre, 2000 | Socorro              | LINEAR        |
| 130762 - | 2000 SV285             | 24 de setembre, 2000 | Socorro              | LINEAR        |
| 130763 - | 2000 SV288             | 27 de setembre, 2000 | Socorro              | LINEAR        |
| 130764 - | 2000 SM298             | 28 de setembre, 2000 | Socorro              | LINEAR        |
| 130765 - | 2000 SX299             | 28 de setembre, 2000 | Socorro              | LINEAR        |
| 130766 - | 2000 SJ301             | 28 de setembre, 2000 | Socorro              | LINEAR        |
| 130767 - | 2000 SR307             | 30 de setembre, 2000 | Socorro              | LINEAR        |
| 130768 - | 2000 SV308             | 30 de setembre, 2000 | Socorro              | LINEAR        |
| 130769 - | 2000 SA314             | 27 de setembre, 2000 | Socorro              | LINEAR        |
| 130770 - | 2000 SS321             | 28 de setembre, 2000 | Kitt Peak            | Spacewatch    |
| 130771 - | 2000 SU324             | 28 de setembre, 2000 | Kitt Peak            | Spacewatch    |
| 130772 - | 2000 SD326             | 29 de setembre, 2000 | Kitt Peak            | Spacewatch    |
| 130773 - | 2000 SH326             | 29 de setembre, 2000 | Kitt Peak            | Spacewatch    |
| 130774 - | 2000 SX329             | 27 de setembre, 2000 | Socorro              | LINEAR        |
| 130775 - | 2000 SB335             | 26 de setembre, 2000 | Haleakala            | NEAT          |
| 130776 - | 2000 SB348             | 21 de setembre, 2000 | Socorro              | LINEAR        |
| 130777 - | 2000 SA364             | 20 de setembre, 2000 | Socorro              | LINEAR        |
| 130778 - | 2000 SX369             | 24 de setembre, 2000 | Anderson Mesa        | LONEOS        |
| 130779 - | 2000 TQ1               | 3 d'octubre, 2000    | Prescott             | P. G. Comba   |
| 130780 - | 2000 TH3               | 1 d'octubre, 2000    | Socorro              | LINEAR        |
| 130781 - | 2000 TF4               | 1 d'octubre, 2000    | Socorro              | LINEAR        |
| 130782 - | 2000 TH6               | 1 d'octubre, 2000    | Socorro              | LINEAR        |
| 130783 - | 2000 TD11              | 1 d'octubre, 2000    | Socorro              | LINEAR        |
| 130784 - | 2000 TF11              | 1 d'octubre, 2000    | Socorro              | LINEAR        |
| 130785 - | 2000 TM12              | 1 d'octubre, 2000    | Socorro              | LINEAR        |
| 130786 - | 2000 TH16              | 1 d'octubre, 2000    | Socorro              | LINEAR        |
| 130787 - | 2000 TE17              | 1 d'octubre, 2000    | Socorro              | LINEAR        |
| 130788 - | 2000 TY18              | 1 d'octubre, 2000    | Socorro              | LINEAR        |
| 130789 - | 2000 TT19              | 1 d'octubre, 2000    | Socorro              | LINEAR        |
| 130790 - | 2000 TW20              | 1 d'octubre, 2000    | Socorro              | LINEAR        |
| 130791 - | 2000 TQ26              | 2 d'octubre, 2000    | Socorro              | LINEAR        |
| 130792 - | 2000 TW27              | 3 d'octubre, 2000    | Socorro              | LINEAR        |
| 130793 - | 2000 TL31              | 4 d'octubre, 2000    | Kitt Peak            | Spacewatch    |
| 130794 - | 2000 TH34              | 6 d'octubre, 2000    | Anderson Mesa        | LONEOS        |
| 130795 - | 2000 TS38              | 1 d'octubre, 2000    | Socorro              | LINEAR        |
| 130796 - | 2000 TQ39              | 1 d'octubre, 2000    | Socorro              | LINEAR        |
| 130797 - | 2000 TW39              | 1 d'octubre, 2000    | Socorro              | LINEAR        |
| 130798 - | 2000 TQ41              | 1 d'octubre, 2000    | Socorro              | LINEAR        |
| 130799 - | 2000 TL43              | 1 d'octubre, 2000    | Socorro              | LINEAR        |
| 130800 - | 2000 TT45              | 1 d'octubre, 2000    | Socorro              | LINEAR        |